# Časovni pregled letalstva
Časovni pregled letalstva.
| Leto      | Ime                                                                  | Dosežek |
| --------- | -------------------------------------------------------------------- | --- |
| 1804      | George Cayley (ZK)                                                   | prototip prvega sodobno oblikovanega letala |
| 1891      | Otto Lilienthal (Nemčija)                                            | prvi uspešni jadralni polet s posadko |
| 1896      | Samuel Pierpont Langley (ZDA)                                        | prvo parno poganjano brezpilotno letalo (12,082 m, čez reko Potomac)                                                                                        |
| 1903      | Orville in Wilbur Wright (ZDA)                                       | prvi uradni uspešni motorni polet s posadko, Kitty Hawk, ZDA (Flyer 1; 59 sekund, 259 m)                                                                    |
| 1906      | Alberto Santos-Dumont                                                | prvi uspešni polet v Evropi, Bagatelle, Pariz, Francija (14-bis; 21,5 s, 220 m)                                                                             |
| 1908      | Frank Purdy Lahm (ZDA)                                               | prvi letalski potnik (pilotiral Wilbur Smith) |
|           | Samuel Franklin Cody (ZDA, ZK)                                       | prvi motorni polet v Združenem kraljestvu |
| 1909      | Louis Bleriot (Francija)                                             | prvi polet čez Rokavski preliv |
| 1910      | Raymonde de Laroche (Francija)                                       | prva registrirana pilotka |
|           | Henri Fabre (Francija)                                               | prvi vzlet z vode (Le Canard) |
| 1911      | Harriet Quimby (ZDA)                                                 | prva pilotka |
| 1912      | Harriet Quimby (ZDA)                                                 | prvi prelet Rokavskega preliva s pilotko |
|           | -                                                                    | uvedba prvega avtomatskega pilota |
| 1913      | Igor Ivanovič Sikorski (Rusija)                                      | prvo večmotorno letalo (štirimotorni bombnik S-21 Ruski vitez)                                                                                              |
| 1914      | -                                                                    | prva redna potniška linija (Saint Petersburg-Tampa, Florida)                                                                                                |
| 1914-1918 | -                                                                    | prva vojaška uporaba letal; zaradi vojaških potreb v prvi svetovni vojni se letalom povečata hitrost in moč                                                 |
| 1918      | -                                                                    | v ZDA uvedejo letalsko pošto (Washington-New York) |
| 1919      | Walter Hinton (ZDA)                                                  | prvi polet čez Atlantik (zaliv Trepassy, Nova Fundlandija-Lizbona, Portugalska preko Horte, Azorov in Ponte Delgade)                                        |
|           | John W. Alcock, Arthur Whitten Brown (ZK)                            | prvi nepretrgani polet čez Atlantik (St. John's, Nova Fundlandija-Clifden, Irska; 3058 km; 16 ur 12 min)                                                    |
|           | Ross Smith, Keith Smith (Avstralija)                                 | prvi polet iz Anglije v Avstralijo |
|           | -                                                                    | prva redna potniška linija med Londonom in Parizom |
|           | -                                                                    | na letalu prvič servirajo hrano |
| 1923      | John A. Macready, Oakley Kelly                                       | prvi polet čez celino brez prestanka (New York-San Diego, ZDA 4023 km; 26 ur 50 min)                                                                        |
| 1924      | Lowell Smith, Erik Nelson (ZDA)                                      | prvi polet okrog sveta |
| 1926      | Richard E. Byrd, Floyd Bennett (ZDA)                                 | prvi polet čez severni tečaj |
| 1927      | Charles Augustus Lindbergh (ZDA)                                     | prvi polet čez Atlantik brez postanka |
| 1928      | Charles K. Smith                                                     | prvi polet čez Tihi ocean (San Francisco, ZDA - Brisbane, Avstralija)                                                                                       |
| 1929      | James Harold Doolittle (ZDA)                                         | prvi izključno instrumentalni vzlet in pristanek (»slepo letenje«)                                                                                          |
|           | Richard E. Byrd, Nernt Balchen, Harold I. June, A. C. McKinley (ZDA) | prvi polet čez južni tečaj |
| 1930      | Frank Whittle (ZK)                                                   | patentiran reaktivni motor |
|           | Amy Johnson (ZK)                                                     | prva ženska pilotira iz ZK v Avstralijo |
|           | Ellen Church (ZDA)                                                   | prvi pomočnik letenja |
| 1931      | Hugh Herndon, Clyde Pangborn                                         | prvi neprekinjen polet čez Tihi ocean (obala Sabiširo, Japonska - bližina Wenatchee, ZDA; 41 ur 13 min)                                                     |
| 1932      | Amelia Earhart (ZDA)                                                 | prva ženska, ki samostojno preleti Atlantik (Harbor Grace, Nova Fundlandija-Irska; okrog 15 ur)                                                             |
| 1933      | Wiley Post (ZDA)                                                     | prvi samostojni polet okrog sveta |
| 1937      | Amelia Earhart (ZDA)                                                 | prva ženska poskuša leteti okrog sveta (izginila v Tihem oceanu, med Novo Gvinejo in otokom Howland)                                                        |
|           | -                                                                    | prvo letalo z vzdrževanim zračnim tlakom (Lockheed XC-35)                                                                                                   |
| 1939      | Erich Warsitz (Nemčija)                                              | prvi polet s turboreaktivnim pogonom, Nemčija (Heinkel He 178)                                                                                              |
| 1939-1945 | -                                                                    | hiter razvoj zaradi potreb druge svetovne vojne (lovca Hawker Hurricane in Supermarine Spitfire; bombnika Avro Lancaster in Boeingova leteča trdnjava B-17) |
| 1941      | -                                                                    | prvo angleško reaktivno letalo (Gloster e.28/39) |
| 1942      | Robert Stanley (ZDA)                                                 | prvi let z reaktivnim pogonom v ZDA |
| 1944      | -                                                                    | prvo bojno letalo z raketnim pogonom, Nemčija (Messerschmitt Me 163B Komet)                                                                                 |
| 1947      | Charles Elwood Yeager (ZDA)                                          | prvi polet z nadzvočno hitrostjo (letalo Bell X-1 z raketnim pogonom)                                                                                       |
| 1949      | James Gallagher (ZDA)                                                | prvi let okrog sveta brez postanka |
|           | -                                                                    | uvedejo linijo za prvi potniški reaktivec (de Havilland Comet)                                                                                              |
| 1950      | David C. Schilling (ZDA)                                             | prvi transatlantski let brez prestanka z reaktivnim pogonom (iz ZK v Limestone, ZDA)                                                                        |
| 1952      | -                                                                    | prvi reaktivec na redni progi (London-Johannesburg, JAR) |
| 1953      | -                                                                    | poskusni let prvega letala z navpičnim vzletom (Rolls-Royce Flying Bedstead)                                                                                |
|           | Jacqueline Cochran (ZDA)                                             | prva ženska prebije zvočni zid |
| 1957      | Archie J. Old Jr. (ZDA)                                              | prvi polet okrog sveta brez prestanka z reaktivnim pogonom (45 ur 19 min)                                                                                   |
| 1958      | -                                                                    | prva domača potniška linija z reaktivci (New York-Miami, ZDA), prva transatlantska potniška linija z reaktivci (New York-London in Pariz)                   |
| 1960      | -                                                                    | prvi nadzvočni bombnik |
| 1968      | -                                                                    | prvi nadzvočni potniški reaktivec (Tupoljev Tu-144; dosegel hitrost 2 maha oz. 1924 km/h)                                                                   |
| 1970      | -                                                                    | presežena hitrost 2 maha (Tupoljev Tu-144; 2140 km/h) |
|           | -                                                                    | Boeing 747 prične leteti na rednih progah |
| 1976      | -                                                                    | prvi komercialni nadzvočni potniški poleti (Concorde) |
| 1977      | Paul MacCready (ZDA)                                                 | prvo uspešno letalo s človeškim pogonom (Gossamer Condor)                                                                                                   |
| 1979      | Bryan Allen (ZDA)                                                    | prvi prelet Rokavskega preliva z letalom na človeški pogon (Gossamer Albatross)                                                                             |
| 1980      | Janice Brown (ZDA)                                                   | prvi uspešni polet na velike razdalje z letalom na sončni pogon (Solar Challenger; 10 km v 22 min)                                                          |
| 1986      | Dick Rutan, Jeana Yeager (ZDA)                                       | prvi let okrog sveta brez postanka in dotakanja goriva (Voyager; 216 ur 3 min 44 s)                                                                         |
| 1988      | Kaneilos Kanellopoulos (Grčija)                                      | prvi let s človeškim pogonom čez Egejsko morje |
| 1992      | -                                                                    | prvi radijsko upravljani ornitopter (mahokrilec oz. letalo, ki ga poganjajo in krmilijo mahajoča krila); model so predstavili v ZDA                         |
| 1993      | Barbara Harmer (ZK)                                                  | prva ženska pilotira komercialno nadzvočno letalo |
|           | -                                                                    | v ameriških letalih uvedejo sistem za preprečevanje trkov (TCAS-2)                                                                                          |